# 威尼根 (密蘇里州)
威尼根（英語：Winigan）是位於美國密蘇里州沙利文縣的普查規定居民點。

## 歷史
威尼根的郵局自1873年營運至今。

## 人口
根據2020年美國人口普查的數據，威尼根的面積為1.30平方千米，當中陸地面積為1.29平方千米，而水域面積為0.01平方千米。當地共有人口37人，而人口密度為每平方千米28.46人。